# Paraliparis challengeri
Paraliparis challengeri és una espècie de peix pertanyent a la família dels lipàrids.

## Hàbitat
És un peix marí i batidemersal que viu entre 2.000 i 2.100 m de fondària.

## Distribució geogràfica
Es troba a l'Atlàntic nord-oriental.

## Observacions
És inofensiu per als humans.